# آس هانسن
آس هانسن (بالدنماركية: Aase Hansen)‏ هي ممثلة دنماركية، ولدت في 13 يناير 1935، وتوفيت في 25 فبراير 1993.

## وصلات خارجية
- آس هانسن على موقع IMDb (الإنجليزية)
- آس هانسن على موقع أول موفي (الإنجليزية)
- آس هانسن على موقع قاعدة بيانات الأفلام السويدية (السويدية)
- آس هانسن على موقع قاعدة بيانات الفيلم (الإنجليزية)
- آس هانسن على موقع كينوبويسك (الروسية)